# Iglesia rupestre de Campo de Ebro
La Iglesia rupestre de Campo de Ebro es un edificio religioso que se encuentra en la localidad de Campo de Ebro, en el municipio de Valderredible, al sur de Cantabria, en España. Se la conoce bajo la advocación de Iglesia de Santa Eulalia y está protegida como bien de interés cultural (BIC) en la categoría de Monumento.

## Descripción
La iglesia se encuentra detrás de la actual parroquia de San Miguel, excavada en un saliente de piedra arenisca. Datada en el periodo altomedieval, entre los siglos VII y VIII, se encuadra en el arte prerrománico característico de esta zona del sur de Cantabria y el norte de Burgos.
Se trata de una construcción de pequeño tamaño, constando de una sola nave rectangular y cabecera también recta. Al interior presenta un banco corrido que en todo el perímetro y restos de una columna divisoria en el techo, así como un arco triunfal semicircular que da paso a una bóveda de cañón. Parte del frente de la iglesia está reconstruido en sillería en un momento posterior.
A lo largo de su historia, además de su función religiosa principal, el edificio acogió las escuelas del pueblo. Debido a su carácter rupestre, sirvió como refugio durante la guerra civil española.
En 1985, fue declarada bien de interés cultural (BIC) en la categoría de Monumento.